# El Víbora
El Víbora (spanska: 'huggormen') var en spanskspråkig vuxenserietidning utgiven i Barcelona mellan 1979 och 2005. Som mest distribuerades den i 80 000 exemplar.

## Historik och profil
El Víbora startades i december 1979. Grundarna var en grupp spanska serieskapare ledda av Josep Maria Berenguer. Den katalanska serieförläggaren Josep Toutain stod inledningsvis för finansieringen av utgivningsprojektet, som fortsättningsvis skulle komma att ges ut av det nystartade förlaget La Cúpula. Berenguer ville först namnge tidningen som GOMA 3, med syftning på det sprängämne som ETA blev känt för att använda under 1970-talet. Detta namn godkändes dock inte av de spanska myndigheterna.
Tidningen publicerades månatligen och hade sin redaktion i Barcelona. Tidningen publicerade serier av spanska, franska och amerikanska serieskapare, inklusive Peter Bagge, Robert Crumb och Charles Burns. Bland de inhemska bidragsgivarna fanns namn som Max, Nazario, Mariscal, Pons och Laura Pérez Vernetti. Bland annat bidrog Max med serier kretsande kring seriefigurer som Gustavo, Peter Pank, Gallardo och Mediavilla.
Mellan 1992 och 1998 fungerade Hernán Migoya som tidningens chefredaktör. Den sista chefredaktören var Sergi Puertas.
1983 sålde El Víbora 45 000 exemplar per nummer. 2004 trycktes tidningen i 6 000 exemplar, strax innan det sista numret i januari 2005 Under sin levnad gav tidningen ut drygt 300 nummer.
Under covid-19-pandemin återuppväcktes El Víbora som en gratis webbtidning och under titeln El Víbora para supervivientes. Här publicerades mestadels material från de ursprungliga pappersutgåvorna, plus material om coronaviruset och pandemin. Denna återfödelse varade dock bara under sex veckors tid, våren 2020.